# برونتو (شركة)
PSA Bronto (بالروسية: Бронто) هي شركة روسية تصنع سيارات خاصة وسيارات دفع رباعي. وهي شركة تابعة بنسبة 100٪ لشركة أوتوفاز.

## التاريخ
في عام 1993 ، تم إنشاء إنتاج المركبات المدرعة وسيارات الدفع الرباعي الخاصة على منصة شركة لادا نيفا
```
للسيارات PSA Bronto كجزء من مركز أبحاث أوتوفاز. في العام التالي ، تم بيع أكثر من 200 نسخة من هذا النموذج ، مما سمح للشركة ببدء العمل في مشاريع جديدة.
[
2
]
[
2
]
[
3
]
[
4
]
```

تنتج هذه الشركة سيارات الدفع الرباعي والسيارات المدرعة والمركبات بجميع التضاريس ، على منصة لادا نيفا. في عام 2012 ، تم دمج الشركة مع VIS-AUTO ، كجزء من أوتوفاز.

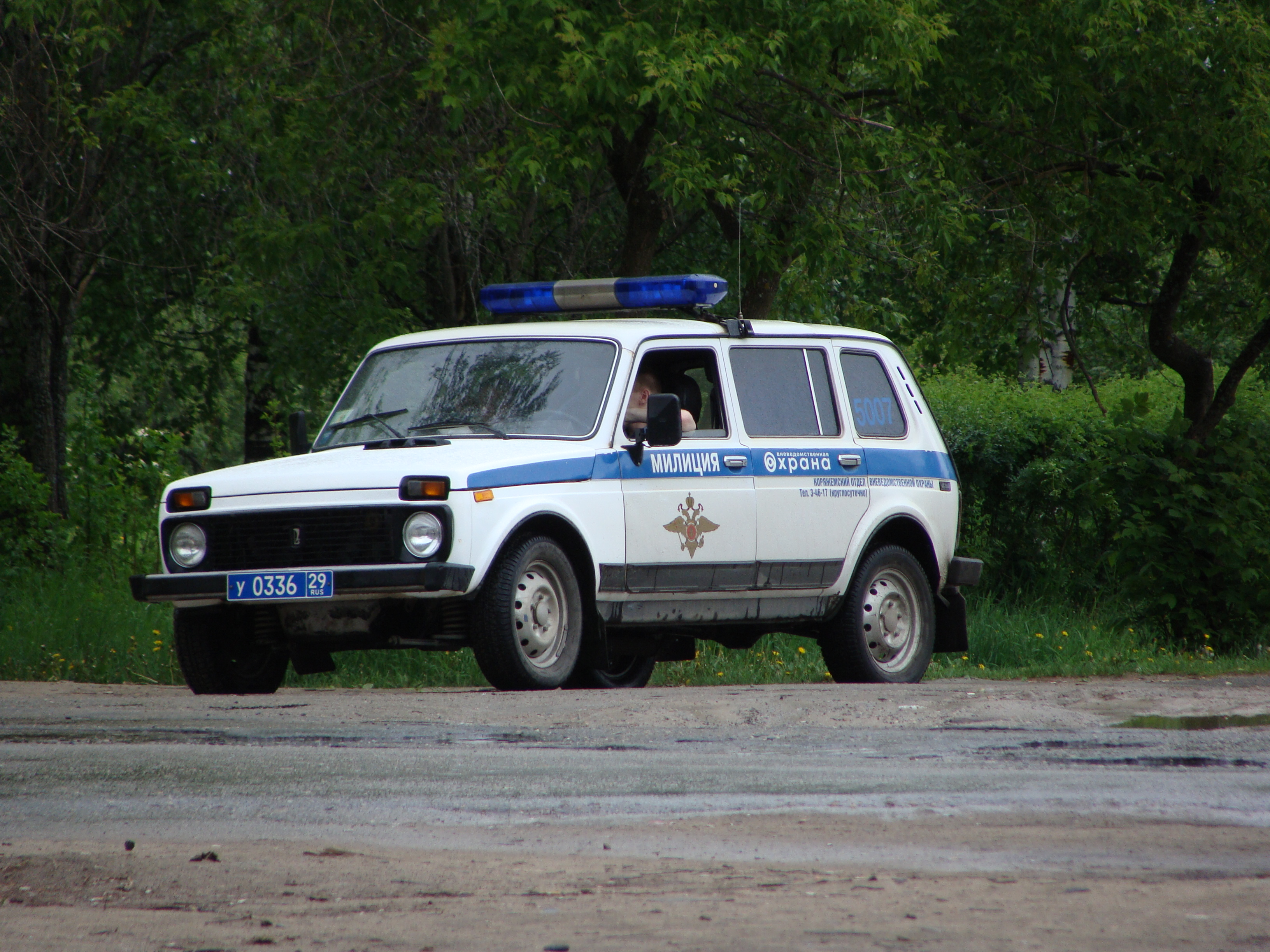
الشرطة
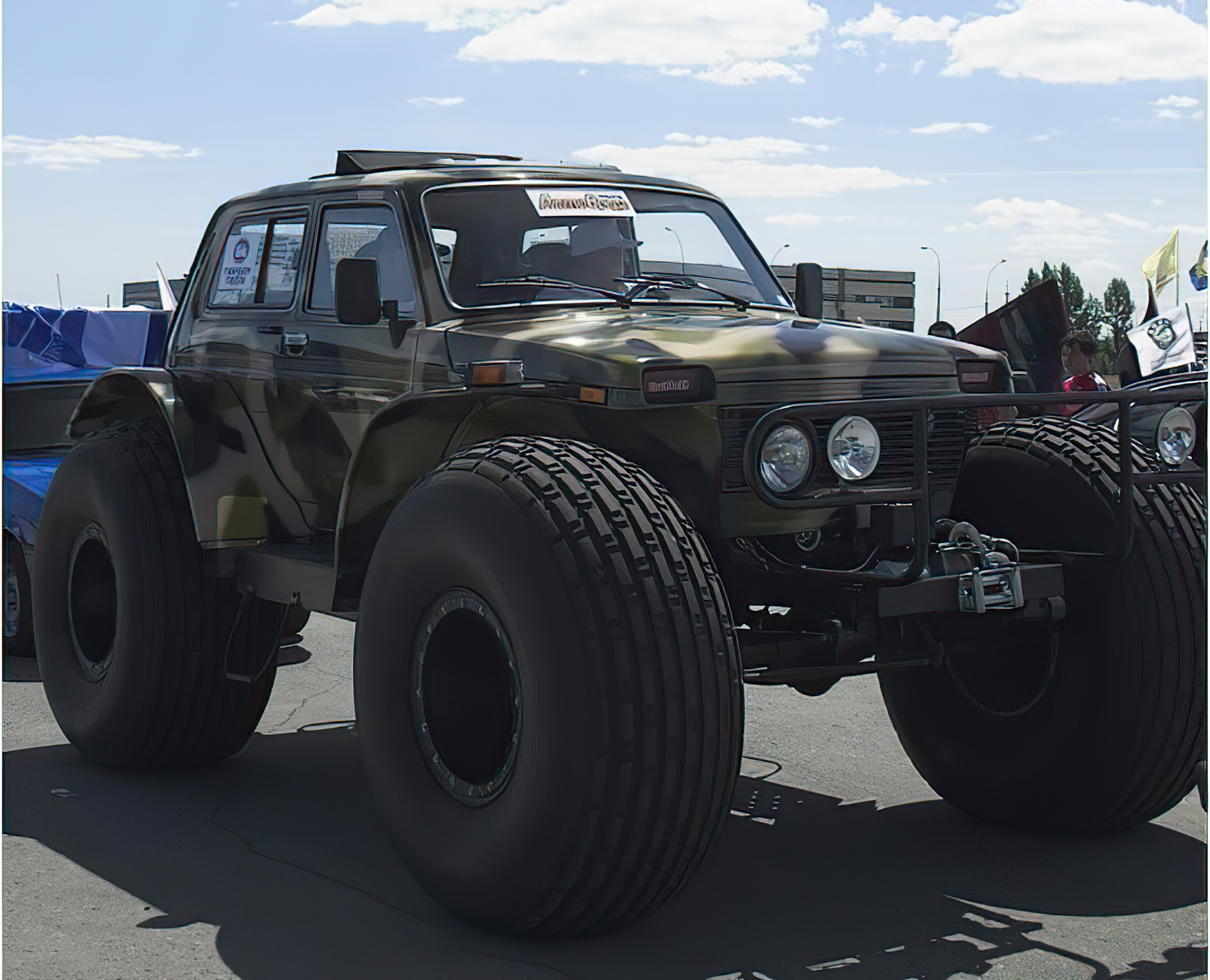
مركبة مارش 1 لجميع التضاريس
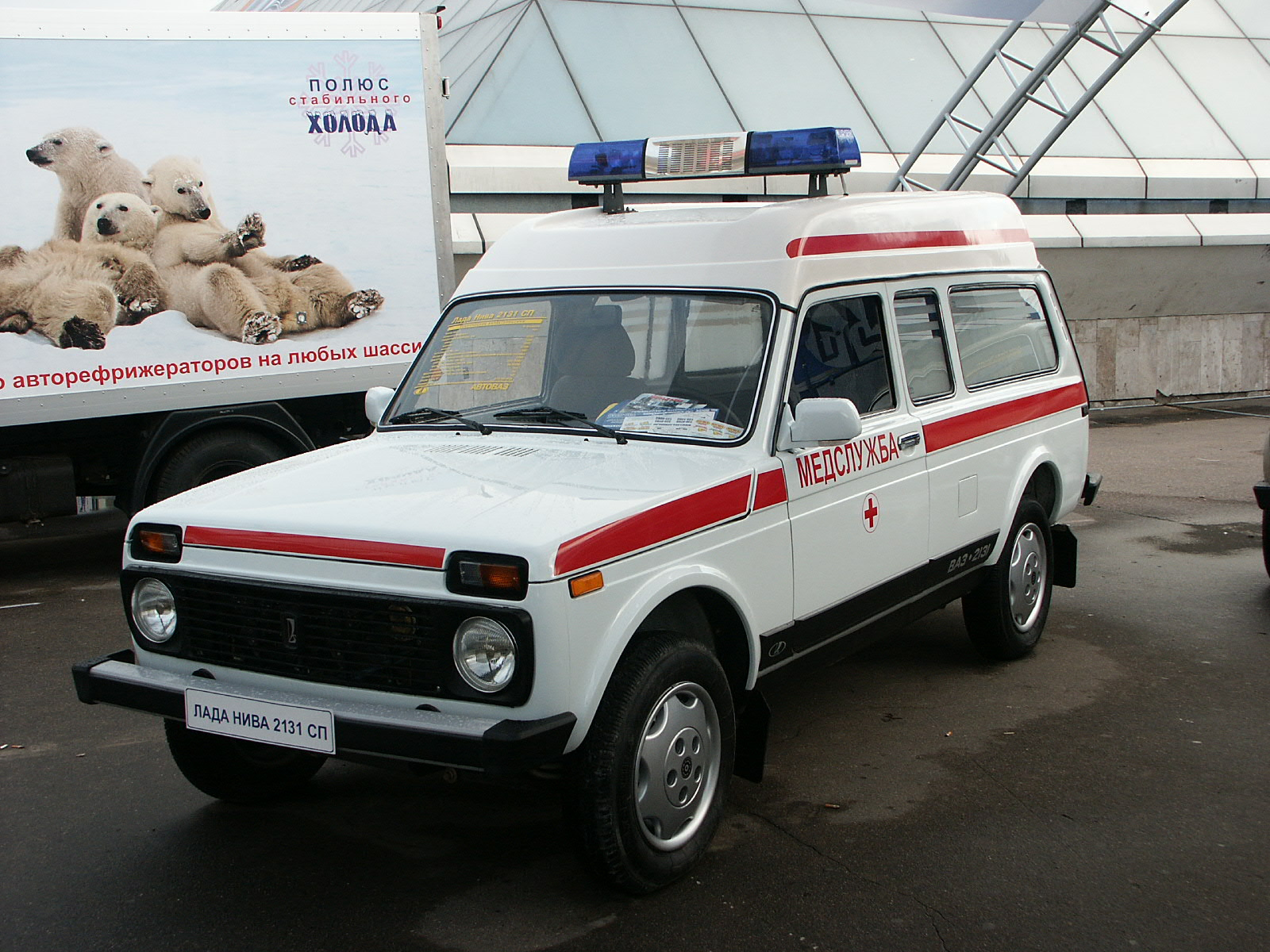
سيارة إسعاف
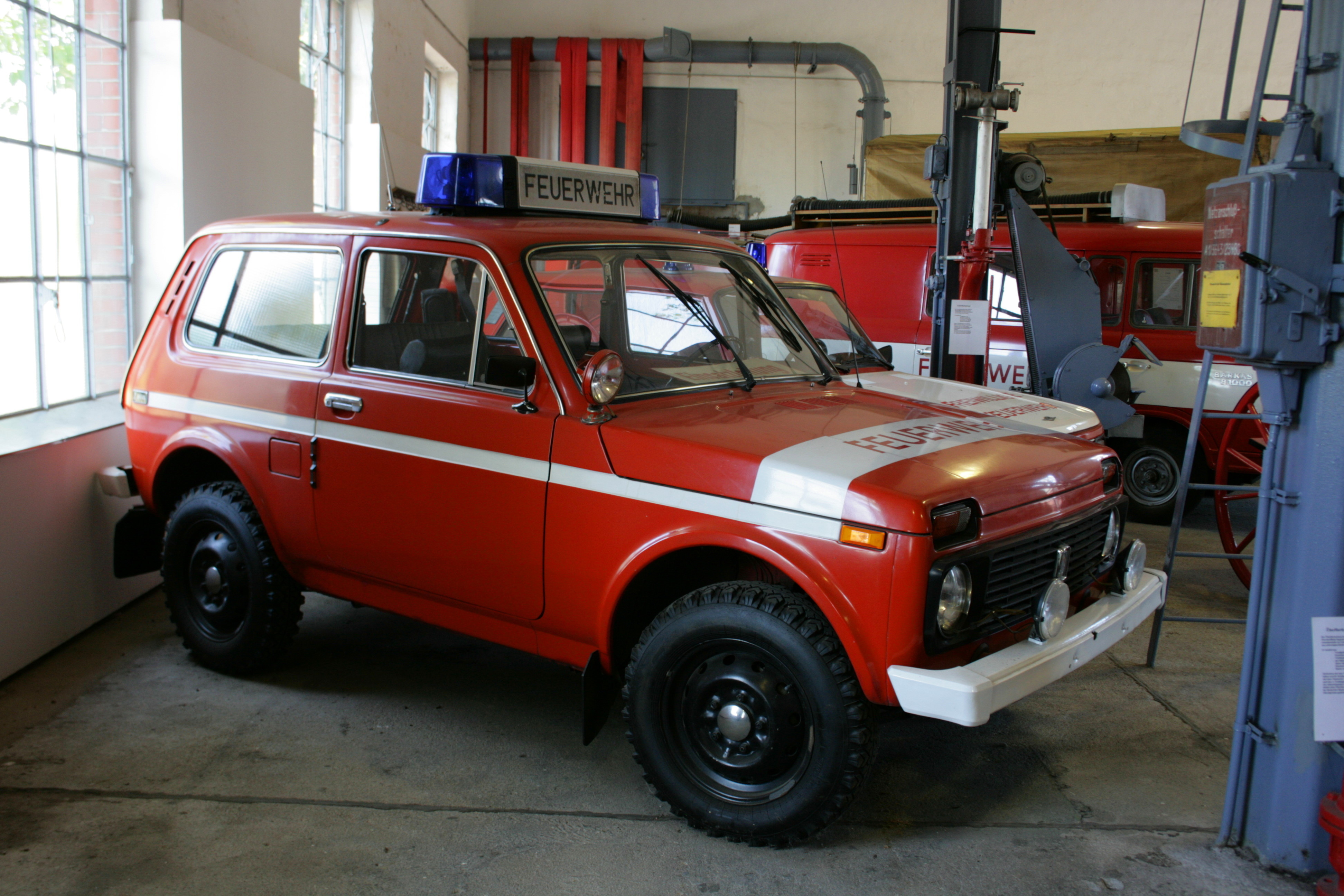
ادارة الاطفاء
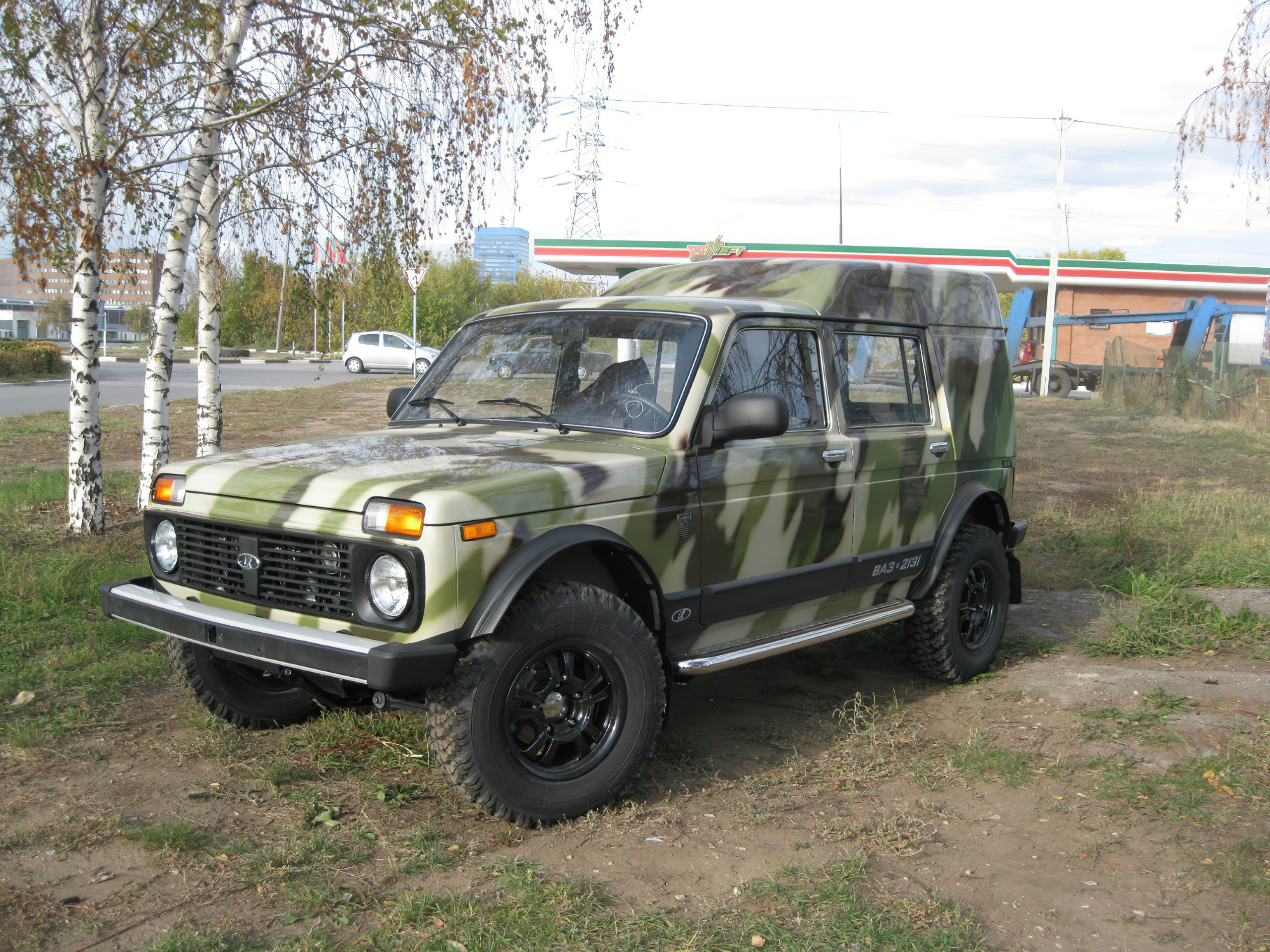
قوة كومديف

## وصلات خارجية
- موقع الشركة الرسمي
- سيارات على الموقع الرسمي لل LADA